# Seismologie

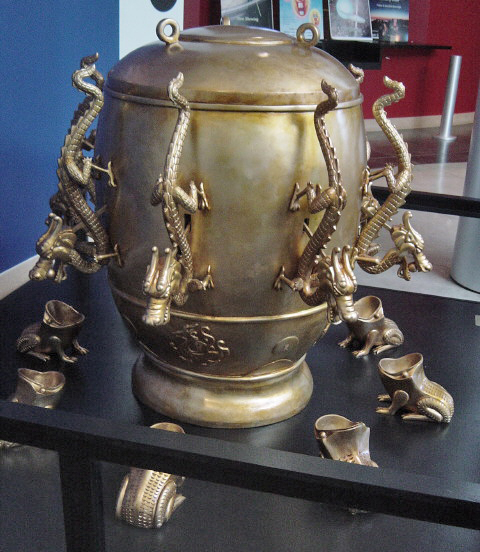
Een historische Chinese seismograaf

De seismologie is een wetenschappelijke discipline binnen de geofysica die zich bezighoudt met het bestuderen, beschrijven en meten van seismische golven bij aardbevingen.

## Exploratieseismiek
Een verwante discipline is de seismiek, waarin met opgewekte seismische golven de structuur van de ondergrond onderzocht wordt met als doel grondstoffen te lokaliseren. Dit is een vorm van exploratiegeofysica. Door aan het oppervlak van de Aarde een explosie te veroorzaken, worden seismische golven de Aarde ingestuurd. Deze golven kaatsen terug tegen de verschillende aardlagen. Uit de ligging van de aardlagen kan worden afgeleid waar mogelijk aardolie aanwezig is.

## Paleoseismologie
Een bijzondere tak van de seismologie is paleoseismologie: het via geologisch en archeologisch onderzoek en C14-datering bestuderen van in het verleden opgetreden (prehistorische) aardbevingen.

## Aardbevingen voorspellen
Hoewel het ontstaan van de theorie van de platentektoniek een veel beter inzicht verworven heeft in de processen die tot het ontstaan van aardschokken leiden, is het nauwkeurig voorspellen nog grotendeels onmogelijk.
Toch is de wetenschap er wel in geslaagd om gebieden te lokaliseren waar met grote waarschijnlijkheid aardschokken te verwachten zijn en er is een groeiend lichaam van kennis in de architectuur die de bouw in staat stelt maatregelen te nemen die de gevolgen van een aardschok ten minste verminderen kunnen.
Een voornaam instrument van de seismologie is de seismometer. Hiermee kunnen overigens niet alleen natuurlijke, maar ook door de mens veroorzaakte schokken waargenomen worden, bijvoorbeeld ten gevolge van een atoomexplosie.

## Inzicht in het binnenste van de Aarde
Het netwerk van seismometers waarmee een groot deel van de Aarde bedekt is, is ook de voornaamste bron van informatie over de inwendige structuur van de Aarde.
De straalpaden van seismische golven worden bepaald door de verhoudingen in seismische snelheden tussen verschillende lagen in de Aarde. Deze snelheidsverschillen worden veroorzaakt door de met druk en temperatuur variabele materiaalconstanten van de materialen waar de Aarde uit is opgebouwd. Bij een aardbeving worden verschillende typen seismische golven opgewekt. Uit de verschillen in looptijden van deze golven tot ver uit elkaar liggende meetstations kunnen veranderingen in seismische snelheid tussen verschillende lagen in de Aarde afgeleid worden.
Gereflecteerde of afgebogen golven lopen via verschillende straalpaden door de aardlagen en leveren daarom informatie over verschillende dieptes tegelijkertijd. Door op een groot aantal meetstations gegevens te verzamelen kunnen verschillen in seismische snelheid door de Aarde heen in kaart gebracht worden. Dit geeft indirecte informatie over de aanwezige materialen binnenin de Aarde.
Door zo veel mogelijk gegevens te combineren zijn modellen opgesteld voor seismische snelheden, die een inzicht geven in de interne structuur van de Aarde. Voorbeelden van zulke modellen zijn PREM of IASP91.

## Bekende seismologen
- Beno Gutenberg
- Hiroo Kanamori
- Inge Lehmann
- Giuseppe Mercalli
- Andrija Mohorovičić
- Richard Dixon Oldham
- Charles Richter